# José Toribio Merino
José Toribio Merino Castro (La Serena, 14 dicembre 1915 – Viña del Mar, 30 agosto 1996) è stato un ammiraglio e politico cileno, presidente della Giunta militare cilena dal 1981 al 1990.

## Biografia
Nel 1931 a 16 anni entrò come cadetto all'Accademia navale. Nel 1936 ne uscì col grado di guardiamarina. Partecipò come volontario alla seconda guerra mondiale nelle file della United States Navy dal 1944 al 1945.
Nel 1950 fu nominato capitano di corvetta. Nel 1964 fu sottocapo di stato maggiore dell'Armada de Chile e nel gennaio 1969 contrammiraglio e direttore degli armamenti della marina cilena. Nel dicembre 1970 fu nominato ammiraglio. Nel marzo 1972 il governo Allende lo nominò comandante in capo della squadra navale.
Il 9 settembre 1973 si accordò con il comandante dell'Ejército de Chile Pinochet per un golpe militare. Due giorni dopo destituì il comandante in capo della marina, l'ammiraglio Raúl Montero Cornejo, e alle 8 del mattino emanò un proclama con le ragioni del golpe militare. Conclusosi con successo il colpo di stato, fu ammiraglio in capo dell'Armada e uno dei quattro membri della giunta militare cilena, presieduta da Pinochet.
Come membro della giunta militare, presiedette il comitato economico di governo. Pinochet, divenuto presidente della Repubblica, lo scelse come suo successore a capo della giunta militare di governo l'11 marzo 1981. Rimase comandante in capo dell'Armada e presidente della giunta fino all'8 marzo 1990, quando iniziò la transizione costituzionale e lasciò la Marina.